# عبد الستار جواد
عبد الستار جواد (ولد في 10 أبريل 1943) عراقي المولد، أستاذ في الأدب المقارن ودراسات الشرق الأوسط في جامعة ديوك.
كان زميل في باركسديل في جامعة ميسيسيبي كلية الشرف. وقبل ذلك كان أستاذاً زائراً في قسم اللغة والأدب الإنجليزي والأمريكية في جامعة هارفارد وكان مع مركز جون هوب فرانكلين المتعدد التخصصات للدراسات الدولية في جامعة ديوك. حصل على دكتوراه في الأدب الإنجليزي والصحافة من جامعة سيتي في لندن(المملكة المتحدة). عن تدريس اللغة العربية واللغة الإنجليزية وآدابها، وهو خبير في أعمال ت. س. إليوت ووليام شكسبير.
وكان قد ترجم عمل إليوت «الأرض اليباب» إلى اللغة العربية ونشرها في كتابه: ت. س. إليوت في بغداد، دراسة في تأثير إليوت على حركة الشعر الحر في العراق والعالم العربي عام 2014. وهو أيضاً خبير في الإعلام العراقي والأوساط الأكاديمية. وقد كتب 15 كتاب في الأدب والإعلام وتحرير بعض المجلات الأدبية والصحف في اللغة الإنجليزية والعربية. وقبل أن يأتي إلى الدوق كان عميد كلية الآداب جامعة بغداد ومحرر مرآة بغداد.

## المناصب الذي يشغلها
- أستاذ زائر في جامعة سيتي في لندن
- رئيس قسم الاتصال الجماهيري، جامعة بغداد.
- الأمين العام لأتحاد الكتاب العراقيين.
- رئيس قسم اللغة الإنجليزية، كلية الآداب، جامعة بغداد.
- عميد كلية الفنون الجميلة-جامعة بغداد.
- أستاذ زائر، جامعة اليرموك، جامعة العلوم التطبيقية الخاصة، جامعة جرش الخاصة في الأردن.
- أستاذ زائر في جامعة ديوك، مركز جون هوب فرانكلين للدراسات الدولية.
- أستاذ مشارك في قسم اللغة الإنجليزية في جامعة هارفارد.
- زميل زائر في مرتبة الشرف جامعة ميسيسيبي.
- أستاذ الأدب المقارن ودراسات الشرق الأوسط في جامعة ديوك.

## وصلات خارجية
- مقابلة